# SO-03D
docomo with series Xperia acro HD SO-03D（ドコモ ウィズ シリーズ エクスペリア アクロ エイチディー エスオー ゼロサンディー）は、ソニーモバイルコミュニケーションズ製のNTTドコモ向けスマートフォン。ドコモの第3世代移動通信システム（FOMA）端末である。docomo with seriesのひとつ。

## 概要
docomo NEXT seriesのSO-02Cの後継機種。新たにHD液晶・デュアルコアCPU・防水性能を備えている。Xiには非対応である。
デザイン面では側面にメタル調の線が配置されており、視覚的に薄さを印象付ける仕上がりとなっている。ドコモUIMカード（FOMAカード）は通常サイズ（標準SIM）のものを採用している。
グローバルモデルとしてXperia acro Sが発売された。ワンセグや赤外線通信を省き、おサイフケータイの代わりにNFCが搭載されるなど、細かな違いがある。
2012年11月27日にAndroid 4.0.4へのアップデートが開始された。
その他の特徴やau版IS12Sとの違いは、Xperia acro HDを参照。
なお、本機はSO-02Dと同様バッテリーの取り外しが不可能（SO-02Dはカバーまでは外れる）となっており、消耗した場合は有償の預かり修理扱いで交換する形をとる（交換代金は9,240円）。純粋なwithの機種としてバッテリーの取り外しが不可である機種は本機が唯一で、SO-02Eが登場するまではNEXTの機種も含めたドコモのスマートフォンとして内蔵バッテリーの交換代金が最も高額だった。
グローバルモデルであるXperia acro SではAndroid 4.1.2へのバージョンアップが行われたが、本機種では行われていない。

## 搭載アプリ
- PlayStation Certified
- spモードメール
- dマーケット
- dメニュー
- evernote
- iコンシェル
- E☆エブリスタ
- 緊急速報「エリアメール」
- ドコモあんしんスキャン
- カメラ（1.0.0）
- 取扱説明書（1.0）
- Connected Device（3.0）
- OfficeSuite（5.5.735）
- 更新センター（1.1.1.A.0.0）
- Timescape（1.0.A.0.13）
- セットアップガイド（1.0）
- Facebook（1.7.2）
- ミュージック（プレーヤー）（4.0.A.0.24）
- TrackID（3.60.34）
- Eメール（6.0.A.1.13）
- APPNAVI（1.1.2）
- LiveWareマネージャ（3.0.10）
- Adobe Flash Player 11.1（11.1.102.59）
- 連絡先（6.0.A.0.18）
- Google検索
- Gmail
- Googleトーク
- Googleマップ
- Playストア
- YouTube
- ナビ
- Latitude
- プレイス
- 時計とアラーム
- ブラウザ
- カレンダー
- スケジュール
- メッセージ
- ギャラリー
- 音声検索
- ダウンロード
- 電卓
- メモ
- 設定
- Google+
- Messanger
- Video
- おサイフケータイ
- トルカ
- 赤外線通信
- ワンセグ
- docomo災害用キット
- ドコモ位置情報
- iチャネル
- FMラジオ
- オートGPS
- 電話帳コピーツール
- 声の宅配便
- マチキャラ
- ドコモバックアップ
- ecoモード
- 名刺作成
- BOOKストア　マイ本棚

## 主な機能
| 主な対応サービス                                 | 主な対応サービス                         | 主な対応サービス                       | 主な対応サービス                              |
| ------------------------------------------------ | ---------------------------------------- | -------------------------------------- | --------------------------------------------- |
| タッチパネル／加速度センサー                     | Xi／FOMAハイスピード                     | Bluetooth                              | DCMX／おサイフケータイ／赤外線／トルカ        |
| ワンセグ／FMラジオ                               | メロディコール                           | テザリング                             | WiFi IEEE802.11b/g/n                          |
| GPS                                              | spモード／Eメール／電話帳バックアップ    | デコメール／デコメ絵文字／デコメアニメ | iチャネル                                     |
| エリアメール／ソフトウェアーアップデート自動更新 | デジタルオーディオプレーヤー(WMA)(MP3他) | GSM／3Gローミング（WORLD WING）        | フルブラウザ／Flash Player 11.1               |
| Androidマーケット／dメニュー／dマーケット        | Gmail／Google Talk                       | YouTube／Picasa                        | ドコモ地図ナビ／Google Maps／ストリートビュー |

## 歴史
- 2011年10月5日 - 技術基準適合証明(TELEC)通過
- 2011年11月14日 - 技術基準適合証明(TELEC)通過
- 2012年1月10日 - ソニー・エリクソン（当時）よりCESにて発表
- 同日 - NTTドコモより日本モデル発表
- 2012年3月2日 - 予約開始
- 2012年3月15日 - 発売開始
- 2012年11月26日 - Android 4.0へアップデート開始[4][5][6]。当初は7月アップデート予定だったが延期となった。
- 2018年11月30日 - この日をもって、修理受付を終了する予定。（後継のSO-04Eよりも修理受付は1年以上長くなっている）

## 不具合・アップデート
2012年4月4日のアップデート
- 電源をONにした時など、まれに携帯電話（本体）が再起動する場合がある。

2012年5月15日のアップデート
- 充電ランプが点灯しても充電が開始されない場合がある不具合を修正する。

2012年11月27日のアップデート（OSバージョンアップ）
- Android 4.0に対応
  - 顔認証で画面ロックが解除できる「フェイスアンロック」機能に対応。
  - 「Google+」、「メッセンジャー」、「Playムービー」アプリを追加。
- 機能の向上
  - 通話着信時に応答できない時、定型メッセージをSMSで送信可能。
- アプリの追加
  - 独自の「アルバム」「ムービー」「Walkman」アプリやソニーサービスアプリの「Video Unlimited」「Music Unlimited」「電子書籍Reader」「PlayStation Mobile」アプリを追加。
- 不具合修正
  - microSDXCカードを差し込むと、microSDXCカード内のデータが破損される不具合を修正する（microSDXCカードに対応するわけではない）。

2013年8月6日のアップデート
- しゃべってコンシェルでアラームを設定すると、アラームが鳴動しない場合がある不具合を修正する。
- Timescapeにて一部アプリとの連携ができない場合がある不具合を修正する。
- ビルド番号が6.1.F.0.106から6.1.F.0.128になる。